# Castellbell

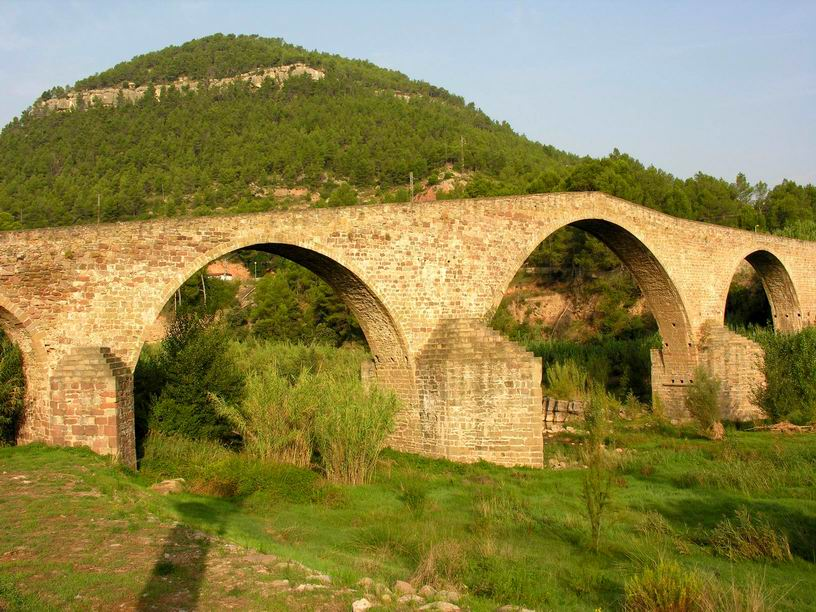
Pont Vell de Castellbell

Castellbell fou un antic terme medieval del Bages centrat entorn del castell de Castellbell, situat a 188 m d'altitud, dalt d'una cinglera que forma un pronunciat meandre en el Llobregat, al punt on s'uneix amb les rieres de Marganell i Rellinars. El castell, documentat l'any 979, fou domini dels Montcada i més endavant dels Amat, que van esdevenir marquesos de Castellbell el 1702, sota la figura de Josep d'Amat i de Planella. El 1719 el marquès, partidari de Felip V, va enderrocar-lo en gran part perquè no fos pres pels miquelets.
L'indret de Castellbell comprèn, a més a més del castell, avui abandonat, les ruïnes de l'església romànica de Sant Vicenç del Castell (segle xii), al peu del turó, i l'anomenat Pont Vell sobre el Llobregat, construcció gòtica del segle xiv, que connecta l'indret de Castellbell amb el Burés, antiga colònia industrial.
Juntament amb la parròquia del Vilar, va formar l'actual municipi de Castellbell i el Vilar. De fet, modernament el terme no designa tan sols l'àrea originària vora el castell, sinó que tot sovint fa referència al nucli principal, format per les antigues colònies del Burés, el Borràs i la Bauma.